# Campionati europei di 470 1966
I Campionati europei di 470 1966 si sono svolti a Boulogne-sur-Mer, in Francia, dal 14 al 17 luglio 1966.

## Podi
| Evento   | Oro                                           | Argento                          | Bronzo                               |
| 470 Open | Francia Gabriel de Kergariou Alain Cordonnier | Francia Léon Brillouet Blanchard | Francia Jean-Claude Cornu Jean Morin |

## Medagliere
| Posiz. | Nazione | Oro | Argento | Bronzo | Totale |
| ------ | ------- | --- | ------- | ------ | ------ |
| 1      | Francia | 1   | 1       | 1      | 3      |
| Totale | Totale  | 1   | 1       | 1      | 3      |